# Orlan
Mireille Suzanne Francette Porte (Saint-Étienne, França, 30 de maig de 1947) artísticament coneguda com a Orlan o, com ella mateixa escriu ORLAN, és una artista multidisciplinària caracteritzada per dur a terme accions artístiques o performances quirúrgiques en el seu cos les quals, a vegades, transmet en viu per a algunes galeries i museus.

## Trajectòria professional
La seva manera d'entendre l'art, dins del que es coneix com a "art corporal" (o l'art del cos), ha fet que des dels anys seixanta fins a l'actualitat hagi modificat el seu cos mitjançant la cirurgia. Abans de decantar-se per aquesta, el treball de Orlan era un treball dintre de la línia de les artistes feministes de l'època, que tenia l'objectiu de construir identitats múltiples mitjançant caracteritzacions diferents.
Des dels seus inicis es va decantar per les accions artístiques, la fotografia, el video, multimèdia i escultura interactiva, i en els seus treballs qüestionava el típic imaginari femení occidental al llarg de la història de l'art. En els anys 90, es va centrar en el tema de la identitat femenina a través de la iconografia cristiana, per a això va treballar amb la seva pròpia imatge introduint-la en un context barroc especialment herètic.
En 1964, va presentar una fotografia nua d'ella mateixa, des d'un punt de vista zenital, donant a llum a un maniquí androgen. L'obra es titula ORLAN accouche d'elle-m'aime (un joc de paraules que vindria a ser, si fa no fa, Orlan dona a llum al seu estimat jo). Aquest mateix any, va dur a terme diverses accions artístiques, entre elles la seva “Marxa a càmera lenta”, considerat un preludi del maig del 68. Entre les seves extravagants i originals manifestacions artístiques, també va inventar la seva pròpia unitat de mesura que va anomenar l'Orlan-Cos, que va usar per mesurar el Vaticà.
A la dècada dels seixanta va fer alguns autoretrats fotogràfics en que surt nua dins d'un marc antic, possiblement per influència de o similar a unes obres de l'aleshores encara poc famós mundialment pintor vuitcentista català Pere Borrell del Caso.
Un altre tema que de forma transversal apareix al llarg de tota la seva carrera artística és el de la dissolució dels límits entre dins i fora, entre el públic i el privat, aquest tema és especialment palès en la seva obra “S'habiller de sa propre nudité” (Vestir-se de la pròpia nuesa, 1976).
Per a l'artista no hi ha per què conformar-se amb el cos que la naturalesa ens ha donat, ni amb els esquemes estètics que la societat imposa culturalment, per això modifica el seu cos i exposa el procés d'aquesta modificació com a manifestació artística.
El seu salt al gran públic es va produir l'any 1977, quan va emprendre l'acció Le Baiser de l'artiste (El petó de l'artista / El follar de l'artista) davant del Grand Palais durant la Fira Internacional d'Art Contemporani de París (F.I.A.C.). Consistia en una instal·lació de dues fotos d'ella a mida real encolades sobre fusta, una d'ella vestida de santa i mig en actitud de Santa Teresa, però amb un pit al descobert i les mans sobre el ventre, i l'altra del seu torso nu. Ella es ficava darrere del torso i convidava a la gent a decidir si volien posar un ciri per la santa o pagar monedes per petons. Les monedes entraven per una escletxa a la part superior del vestit de cos, i queien en una tassa en forma de triangle just al lloc on hi hauria el seu sexe. Els petons eren de veres i es feien amb un temps límit indicat per cronòmetre. Quan queia una moneda, començava una música de Bach per la duració del petó.
El començament de l'ús de la cirurgia com a manifestació artística es va produir d'una manera accidental. En 1978, l'artista havia de participar en un simposi, però aquest mateix dia va haver de ser hospitalitzada per a una cirurgia d'emergència. És llavors quan va sol·licitar que un equip de càmera pogués estar amb ella per filmar l'operació. Aquesta pel·lícula va ser la inspiració per a l'art que fa avui.
El 1990, amb la seva obra La reencarnació de Sant ORLAN, inicia i fins i tot inventa el concepte de l'Art Carnal.
Entre 1990 i 1995, es va sotmetre a nou operacions de cirurgia plàstica, per a l'artista amb aquestes operacions tractava de reescriure l'art occidental en el seu propi cos. Es va modificar la boca per tenir-la com la d'Europa del quadre de François Boucher, El rapte d'Europa; en 1993, es va operar per instal·lar dos petits implants a cada costat del seu front, a manera de protuberàncies; va imitar la cella excel·lent de La Gioconda de Leonardo da Vinci, i amb una altra va alterar la seva barbeta amb la intenció de semblar-se més a la de la Venus de Botticelli. També ha tractat d'aconseguir els ulls de la Psique de Gérôme i el nas d'una escultura de Diana.
Per a l'artista el quiròfan és com un teatre barroc, per la qual cosa cuida els detalls del que “surt” en escena, per això dissenyadors, com Paco Rabanne o Issey Miyake, han creat vestits perquè els usés durant les cirurgies. Mentre procedeix l'operació, ella es manté conscient, i cuida de l'ambient, música de fons, lectura de poesia i tot queda gravat en cinta de vídeo i transmès, fins i tot en directe, en galeries d'art.
També es va fer molt ressò de la demanda que Orlan va fer, l'any 2011, a la cantant Lady Gaga, i a la filial francesa d'Universal, per plagiar les seves obres, ja que ella considera que part del contingut del video de 2011 titulat “Born This Way” de Gaga, dirigit pel fotògraf britànic Nick Knight, està basada en l'obra Woman with a Head (1996), i en el treball de 2009, Bump Load, que consistia en una escultura d'Orlan amb implants corporals subdèrmics.